# Game (rappare)

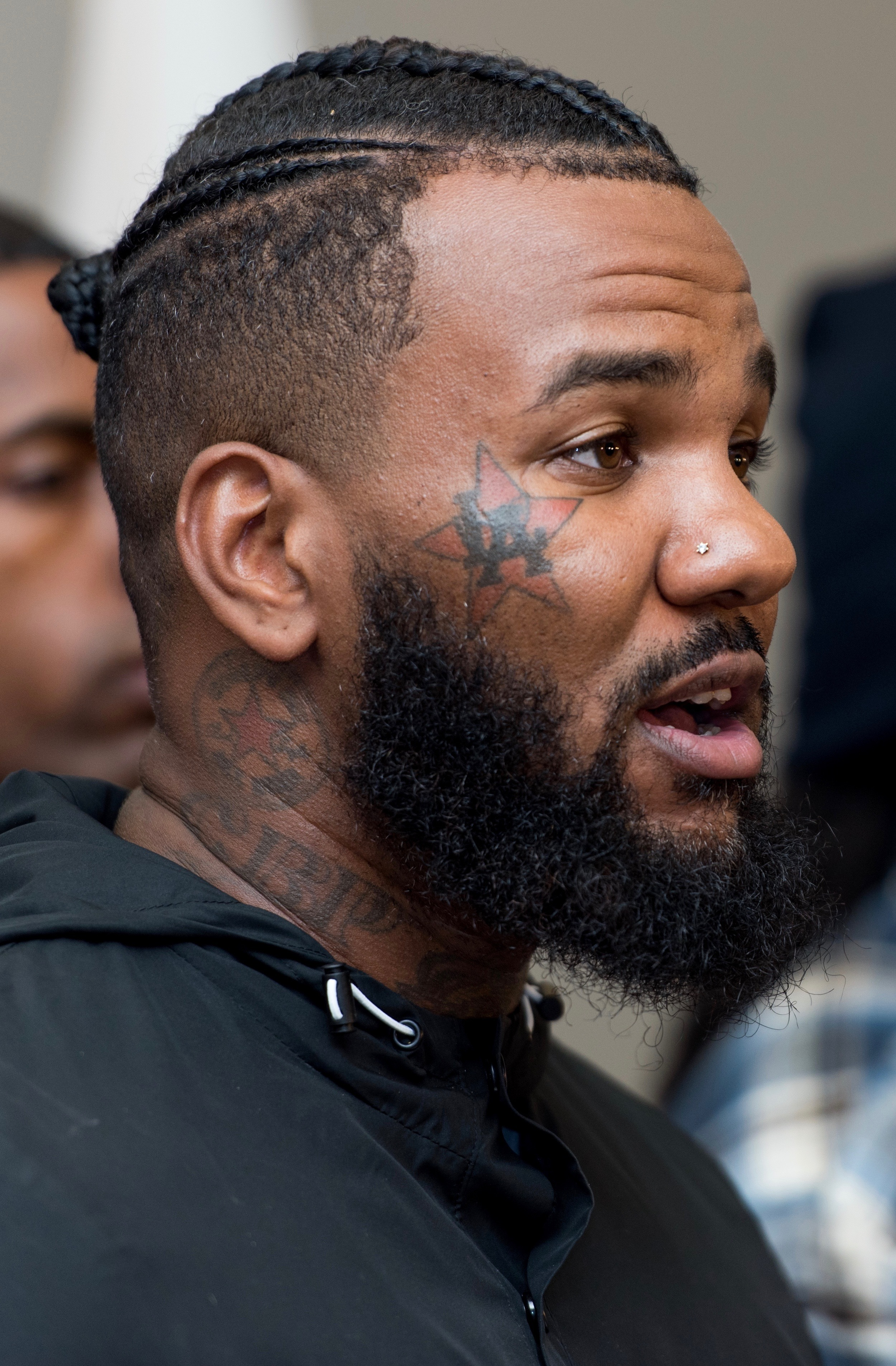
The Game, 2016

Jayceon Terell Taylor, född 29 november 1979 i Los Angeles, Kalifornien, mer känd under artistnamnen The Game eller Game, är en amerikansk rappare.

## Biografi

### Uppväxt och tidig karriär
Game föddes i La Brea, en stadsdel i Los Angeles, men familjen flyttade när han var fyra år till den ökända Los Angeles-förorten Compton. Games syster anklagade sin far för sexuella övergrepp, och han hade också misshandlat modern. Detta gjorde att Game placerades i fosterhem i Carson, en stadsdel som ligger direkt sydväst om Compton. När Game sedan fyllde 13 återfick hans mor vårdnaden. 
Han var länge en lovande basketspelare, bland annat har han spelat tillsammans med Los Angeles Clippers stjärna Baron Davis på Compton High School och han fick också ett basketstipendium till Washington State University. Han blev dock utslängd från skolan redan under sitt första år på grund av droger. När han då kom tillbaka till Compton började han med droghandel och liknande och blev involverad i gäng. Trots att både hans mor och far tillhörde gänget Crips, de bodde också i ett område dominerat av gänget, blev han medlem av Bloods. Detta har mycket att göra med en av hans bröder, som enligt ryktet är en ökänd gängledare. Game blev skjuten, och inlagd på sjukhus. Under sjukhusvistelsen lyssnade han mycket på gangstarap. Då bestämde han sig för att själv bli rappare och startade tillsammans med Big Fase 100 skivbolaget The Black Wall Street Records. Med mixtapen You Know What It Is vol. 1 från 2002 fick han flera stora bolags ögon på sig, bland annat Sean Combs Bad Boy Entertainment. Det var dock Dr. Dre, som också kommer från Compton, och hans bolag Aftermath som signade honom.

### Uppgång och fall med G-Unit
Game var då en artist som kom starkt i USA och Dr Dre ansåg att G-Unit kunde ta del av det växande intresset för honom. Därför syntes han bland annat i videon till 50 Cents In da Club, men även tillsammans med Tony Yayo och Lloyd Banks. Redan då var han också inblandad i flera av G-Units fejder med andra artister, som till exempel den med Joe Budden. Games debutalbum på ett stort bolag, The Documentary från 2005, är också delvis producerat av 50 Cent, dock mest av Dr. Dre. Albumet innehöll också flera låtar där 50 Cent var med, bland andra How We Do och  Hate It or Love It. Skivan blev den tionde mest sålda skivan i USA under 2005 och sålde sjunde bäst i Storbritannien samma år. Han fick också fem Grammynomineringar.
Kort efter skivan började dock samarbetet att knaka i fogarna, dels därför att Game och 50 Cent aldrig hade stått varandra speciellt nära, men respekterat varandra. En annan av anledningarna The Game själv har hävdat, är att 50 Cent ville att The Game skulle agera som soldat åt G-Unit och mer eller mindre bara spela in disslåtar mot artister som G-Unit hade beef med. 50 Cent såg det som illojalitet från The Games sida att han inte ville vara med i fejder mot artister som G-Unit hade beef med, och att han även gjorde låtar med dem, till exempel Jadakiss och Ja Rule. Beefen har under senare tid eskalerat, bland annat ska en person med kopplingar till 50 Cent ha blivit skjuten av The Games säkerhetsapparat. The Game har senare också spelat in en hel mixtape med artister som 50 Cent och G-Unit har beef med, kallad Ban 50 Cent, the Mixtape, där förutom Game även Yukmoth, Nas och Z-Ro medverkar.

### Efter G-Unit

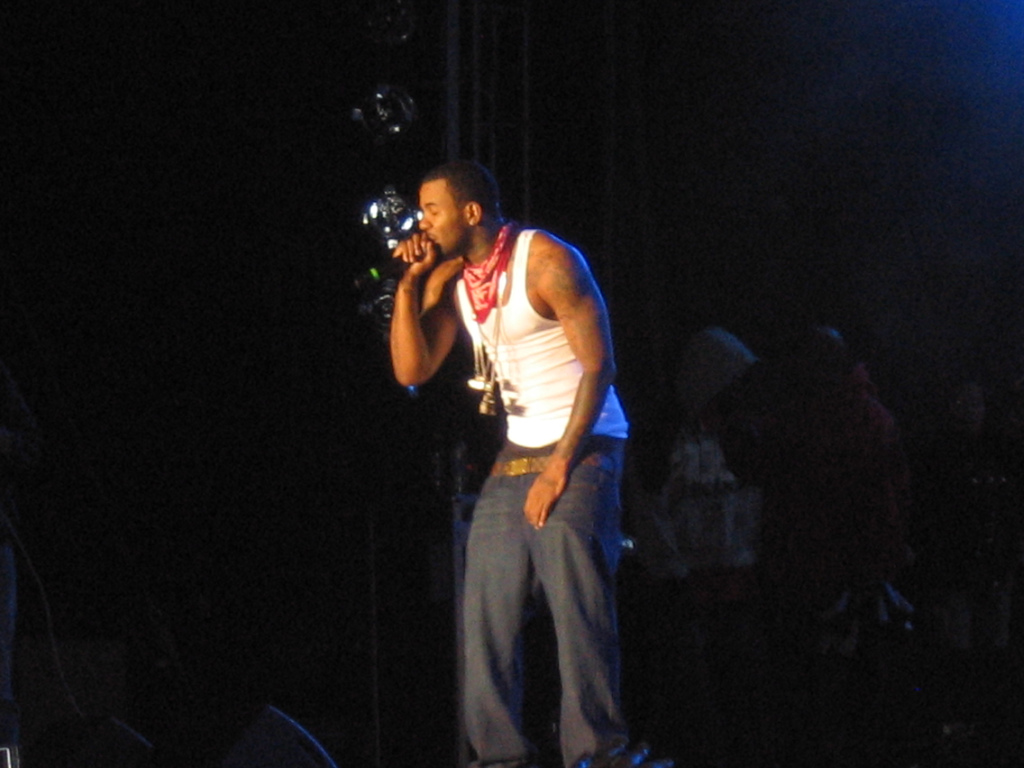
Game under ett uppträdande i Tjeckien 2007.

Games andra skiva Doctor's Advocate, från 2006 är i mångt och mycket en hyllning till Dr. Dre, som officiellt inte är med och producerar den. Han har också sagt att det är en skiva som ska bevisa att han kan göra musik utan 50 Cent och G-Unit. Bland gästartisterna märks Snoop Dogg, will.i.am från The Black Eyed Peas och Xzibit. På skivan märks bland annat låten It's Okay (One Blood), där man samplat Junior Reids One Blood. På många sätt är den också motsägelsefull, då han dels ger fredsförslag på beefen med G-Unit, dels insinuerar han stundtals att den är slut, och ibland motsatsen.
Beefen med G-Unit hade svalnat av lite då den återigen blossade upp när Tony Yayo sades ha slagit Czar Entertainments Jimmy Rosemonds 14-årige son. Detta gjorde att Game släppte disslåten Body Bags som riktar sig till hela G-Unit. Den återfinns på mixtapen You Know What It Is vol. 4.
På mixtapen The Re-Advocate finns en 11-minuters remix av låten It's Okay (One Blood), där över 20 av de mest framgående rapparna medverkar, bland andra Chamillionaire, Snoop Dogg, Nas, Twista och T.I..
The Games tredje album L.A.X., som släpptes den 26 augusti 2008 sägs vara hans sista, då han "redan tydliggjort sina åsikter". Det debuterade som nummer två bakom Slipknots All Hope Is Gone, med cirka 230 000 sålda skivor. Hittills har den sålt över 707 000 skivor världen över och fått överlag mycket bra recensioner. På skivan märks bland annat My Life med Lil Wayne och Dope Boys tillsammans med trummisen Travis Barker. Men Game hade kort efter beslutat att han inte ville sluta med hiphopen, och började 2009 jobba på sitt fjärde album The R.E.D. Album, som har försenats sen dess, men albumet är väntat att släppas den 23 augusti 2011. Innan detta album släpps, har Game, den 1 augusti, släppt en ny mixtape, benämnd "Hoodmorning (No Typo): Candy Coronas", som är inspirerad av cocktailen som Game självt hade skapat, som heter Candy Corona. Denna cocktail är en blandning mellan ölet Corona, och Grenadin.
Han har också flera tatueringar (Game har sagt att han har över 100 tatueringar), bland de mest iögonfallande är "LA" under sitt högra öga och N.W.A. på bröstet. The Game har nu bytt namn till Game efter att ha förlorat en namntvist med en wrestlingbrottare som också heter The Game.

## Skådespelarkarriär
Utöver musikkarriären har The Game även gjort en del skådespelande. I Waist Deep från 2006 spelar han en gängledare i Los Angeles och i tv-spelet GTA: San Andreas spelar han en mindre roll som karaktären B-Dup. Han medverkade också i filmen Street Kings där han spelar gangstern Grill.
Han spelar även huvudrollen i filmen Belly 2 där han spelar gangstern G, som precis släppts från fängelset. Han var även med i basketvideospelet NBA 2k23.

## Kontroverser
Förutom nämnda 50 Cent och G-Unit har The Game varit inblandad i en mängd fejder med olika rappare, bland annat Suge Knight (Grundare av Death Row Records), Dresta, Ja Rule, Joe Budden, Yukmouth, Jay-Z, Memphis Bleek, och Young Gunz från Roc-A-Fella Records. Han har också haft mindre dispyter med Xzibit, Ja Rule, Guerilla Black, Bishop Lamont, Bang 'Em Smurf, Domination, Benzino, modellen Vida Guerra och avlidne N.W.A-rapparen Eazy-E:s son, Lil Eazy-E.

## Diskografi

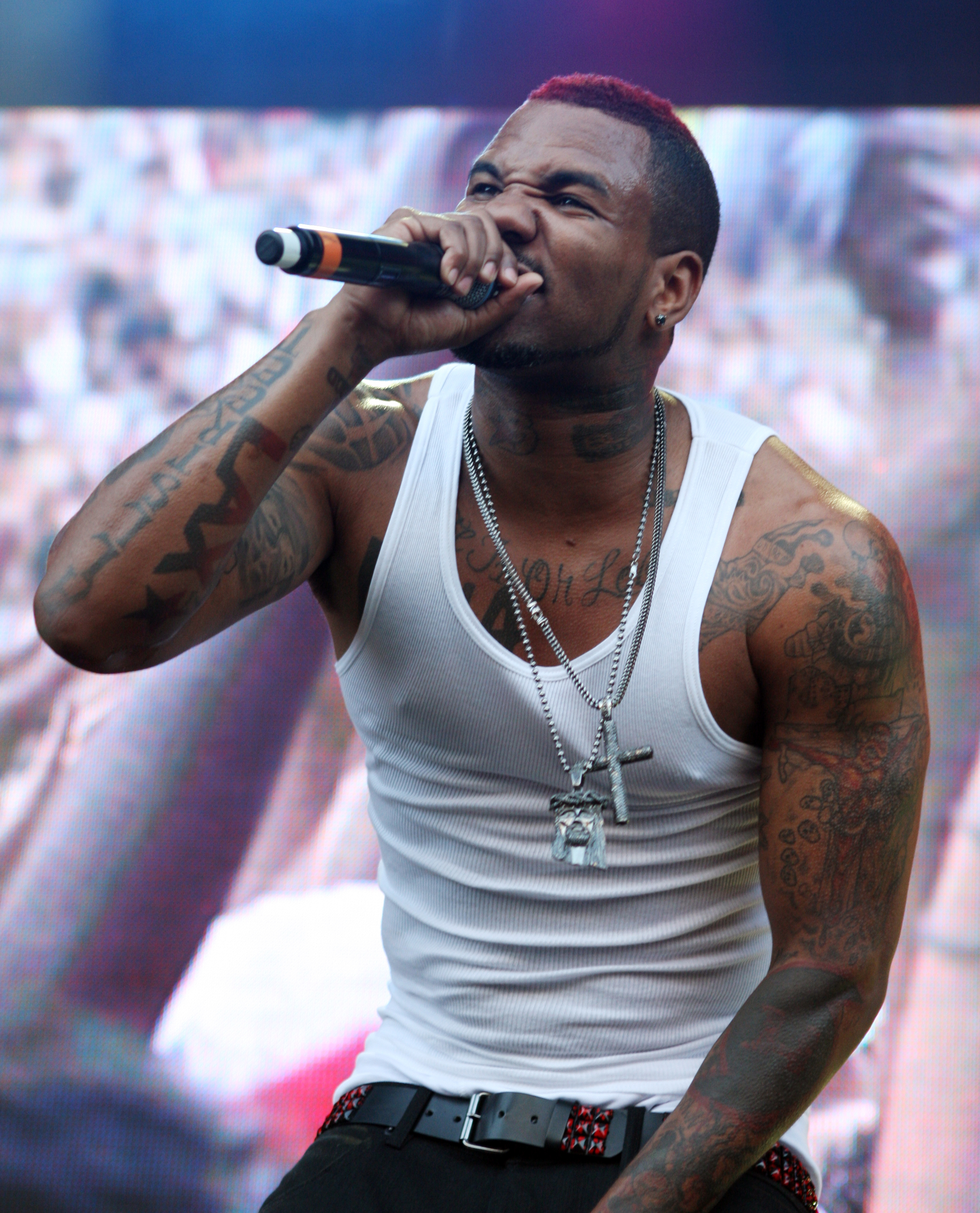
Game 2011.

### Studioalbum
- 2004 – The Documentary
- 2006 – Doctor's Advocate
- 2008 – LAX
- 2011 – The R.E.D. Album
- 2012 – Jesus Piece
- 2014 – Blood Moon: Year of the Wolf
- 2015 – The Documentary 2
- 2015 – The Documentary 2.5
- 2016 – 1992
- 2019 – Born 2 Rap
- 2022 – Drillmatic – Heart vs. Mind

### Mixtapes
- 2009 – The R.E.D. Files
- 2010 – The R.E.D. Room
- 2010 – Brake Lights
- 2011 – Purp & Patron
- 2011 – Purp & Patron: The Hangover
- 2011 – Hoodmorning (No Typo): Candy Coronas
- 2012 – California Republic
- 2013 – Operation Kill Everything
- 2024 – Time